# Ars-Laquenexy
Ars-Laquenexy és un municipi francès, situat al departament del Mosel·la i a la regió del Gran Est. L'any 2007 tenia 879 habitants.

## Demografia

### Població
El 2007 la població de fet d'Ars-Laquenexy era de 879 persones. Hi havia 304 famílies, de les quals 36 eren unipersonals (12 homes vivint sols i 24 dones vivint soles), 100 parelles sense fills, 156 parelles amb fills i 12 famílies monoparentals amb fills.
La població ha evolucionat segons el següent gràfic:
Habitants censats

### Habitatges
El 2007 hi havia 311 habitatges, 306 eren l'habitatge principal de la família i 5 estaven desocupats. 307 eren cases i 4 eren apartaments. Dels 306 habitatges principals, 294 estaven ocupats pels seus propietaris, 7 estaven llogats i ocupats pels llogaters i 5 estaven cedits a títol gratuït; 12 tenien tres cambres, 38 en tenien quatre i 256 en tenien cinc o més. 271 habitatges disposaven pel capbaix d'una plaça de pàrquing. A 93 habitatges hi havia un automòbil i a 202 n'hi havia dos o més.

### Piràmide de població
La piràmide de població per edats i sexe el 2009 era:
| Homes | Edats   | Dones |
| ----- | ------- | ----- |
| 0     | 95 o +  | 0     |
| 0     | 90 a 94 | 2     |
| 1     | 85 a 89 | 1     |
| 1     | 80 a 84 | 2     |
| 4     | 75 a 79 | 5     |
| 6     | 70 a 74 | 9     |
| 15    | 65 a 69 | 13    |
| 17    | 60 a 64 | 20    |
| 29    | 55 a 59 | 29    |
| 29    | 50 a 54 | 29    |
| 43    | 45 a 49 | 38    |
| 32    | 40 a 44 | 33    |
| 35    | 35 a 39 | 41    |
| 17    | 30 a 34 | 11    |
| 14    | 25 a 29 | 6     |
| 28    | 20 a 24 | 4     |
| 46    | 15 a 19 | 24    |
| 52    | 10 a 14 | 23    |
| 28    | 5 a 9   | 29    |
| 15    | 0 a 4   | 6     |

## Economia
El 2007 la població en edat de treballar era de 601 persones, 424 eren actives i 177 eren inactives. De les 424 persones actives 411 estaven ocupades (214 homes i 197 dones) i 13 estaven aturades (5 homes i 8 dones). De les 177 persones inactives 64 estaven jubilades, 74 estaven estudiant i 39 estaven classificades com a «altres inactius».

### Ingressos
El 2009 a Ars-Laquenexy hi havia 310 unitats fiscals que integraven 883,5 persones, la mediana anual d'ingressos fiscals per persona era de 25.077 €.

### Activitats econòmiques
Dels 18 establiments que hi havia el 2007, 2 eren d'empreses de fabricació d'altres productes industrials, 4 d'empreses de construcció, 1 d'una empresa de comerç i reparació d'automòbils, 1 d'una empresa de transport, 1 d'una empresa d'hostatgeria i restauració, 1 d'una empresa d'informació i comunicació, 2 d'empreses immobiliàries, 2 d'empreses de serveis, 2 d'entitats de l'administració pública i 2 d'empreses classificades com a «altres activitats de serveis».
Dels 7 establiments de servei als particulars que hi havia el 2009, 1 era un taller de reparació d'automòbils i de material agrícola, 1 fusteria, 1 lampisteria, 1 empresa de construcció, 1 perruqueria, 1 restaurant i 1 agència immobiliària.
L'any 2000 a Ars-Laquenexy hi havia 4 explotacions agrícoles.

## Equipaments sanitaris i escolars
El 2009 hi havia 1 escola maternal i 1 escola elemental.

## Poblacions més properes
El següent diagrama mostra les poblacions més properes.